# 科利奇維爾鎮區 (明尼蘇達州斯特恩斯縣)
科利奇維爾鎮區（英語：Collegeville Township）是位於美國明尼蘇達州斯特恩斯縣的一個行政鎮區。

## 地方資料
科利奇維爾鎮區的面積為91.02平方千米，當中陸地面積為82.12平方千米，而水域面積為8.89平方千米。根據2020年美國人口普查的數據，當地共有人口3344人，而人口密度為每平方千米36.74人。